# Liste der Kulturdenkmale in Ottenbach (Württemberg)

Wappen von Ottenbach (Württemberg)

In der Liste der Kulturdenkmale in Ottenbach (Württemberg) werden unbeweglichen Bau- und Kunstdenkmale in Ottenbach (Württemberg) aufgelistet. Diese Liste ist noch unvollständig.

## Allgemein
- Bild: Zeigt ein ausgewähltes Bild aus Commons, „Weitere Bilder“ verweist auf die Bilder im Medienarchiv Wikimedia Commons.
- Bezeichnung: Nennt den Namen, die Bezeichnung oder die Art des Kulturdenkmals.
- Lage: Straßenname und Hausnummer oder Flurstücknummer des Kulturdenkmals, gegebenenfalls auch den Ortsteil. Die Grundsortierung der Liste erfolgt nach dieser Adresse. Der Link (Karte) führt zu verschiedenen Kartendiensten mit der Position des Kulturdenkmals. Fehlt dieser Link, wurden die Koordinaten noch nicht eingetragen. Sind diese bekannt, können sie über ein Tool mit einer Kartenansicht einfach nachgetragen werden. In dieser Kartenansicht sind Kulturdenkmale ohne Koordinaten mit einem roten bzw. orangen Marker dargestellt und können durch Verschieben auf die richtige Position in der Karte mit Koordinaten versehen werden. Kulturdenkmale ohne Bild sind an einem blauen bzw. roten Marker erkennbar.
- Datierung: Baubeginn, Fertigstellung, Datum der Erstnennung oder grobe zeitliche Einordnung entsprechend des Eintrags in der zuständigen Denkmaldatenbank (Landesamt für Denkmalpflege Baden-Württemberg).
- Beschreibung: Kurzcharakteristik des Kulturdenkmals.

## Liste
| Bild | Bezeichnung                           | Lage               | Datierung       | Beschreibung | ID |
| ---- | ------------------------------------- | ------------------ | --------------- | --- | -- |
|      | Hofanlage                             | Feuerleshof 1      | 16. Jahrhundert | Dieses Gehöft mit Bauernhaus befindet sich südöstlich von Ottenbach oberhalb des Kitzenbaches an einem Hang. Geschützt nach § 2 DSchG |    |
|      | Katholische Pfarrkirche St. Sebastian | Kirchgasse 11      | 1699/1701       | Die katholische Pfarrkirche St. Sebastian, welche von C. Lutz erbaut wurde, befindet sich westlich des historischen Kerns der Ortschaft Ottenbach in erhöhter Lage. 1930 erweiterte Hans Herkommer die Kirche um einen Bau. Geschützt nach §§ 2, 28 DSchG |    |
|      | Bildstock                             | Fußweg nach Kitzen | 1785            | Der steinerne Bildstock mit Wegekreuz befindet sich südöstlich von Ottenbach auf dem Weg nach Kitzen in dem Tal des Kitzenbaches. Geschützt nach § 2 DSchG                                                                                                |    |